# Jordbro
Jordbro – miejscowość (tätort) w Szwecji, w regionie administracyjnym (län) Sztokholm, w gminie Haninge.
Według danych Szwedzkiego Urzędu Statystycznego liczba ludności wyniosła: 10 757 (31 grudnia 2015), 11 453 (31 grudnia 2018) i 11 723 (31 grudnia 2019).